# Doctor Strange: Phù thủy tối thượng
Doctor Strange: Phù thủy tối thượng (tên gốc tiếng Anh: Doctor Strange) là một phim của điện ảnh Hoa Kỳ dựa trên nhân vật cùng tên của hãng Marvel Comics, sản xuất bởi Marvel Studios và phân phối bởi Walt Disney Studios Motion Pictures. Đây là bộ phim thứ 14 trong Marvel Cinematic Universe (MCU).
Bộ phim được đạo diễn bởi Scott Derrickson, với kịch bản của Joshua Oppenheimer và Jon Spaihts, có sự tham gia của dàn diễn viên bao gồm: Benedict Cumberbatch, Chiwetel Ejiofor, Rachel McAdams, Benedict Wong, Michael Stuhlbarg, Benjamin Bratt, Scott Adkins, Mads Mikkelsen và Tilda Swinton. Trong phim, bác sĩ phẫu thuật Stephen Strange học nghệ thuật thần bí sau khi bị tai nạn xe hơi - biến cố khiến sự nghiệp của anh phải kết thúc.
Doctor Strange: Phù thủy tối thượng ra mắt tại Việt Nam vào ngày 28 tháng 10 năm 2016 và tại Mỹ vào ngày 4 tháng 11 năm 2016.

## Nội dung
Tại Kathmandu, Nepal, Kaecilius và đám tín đồ đột nhập vào thư viện chặt đầu người thủ thư và lấy vài trang sách của Cổ Lão Nhân, một nữ pháp sư già đã dạy cho mọi học trò ở Kamar-Taj, trong đó có Kaecilius. Khi bị bà phát hiện, cả nhóm chạy ra ngoài và đã trốn thoát khỏi tay bà.
Tại New York, Stephen Strange, một bác sĩ giải phẫu thần kinh nổi tiếng nhưng hay tự cao, vì mải dùng điện thoại di động khi đang lái ô tô nên bị tai nạn giao thông làm hỏng đôi tay. Các bác sĩ đã phẫu thuật thành công và nói rằng Strange cần thời gian để hồi phục nhưng anh ta không đồng ý, dẫn đến xích mích với đồng nghiệp và người yêu cũ là Christine Palmer. Một ngày nọ, khi đi trị liệu vật lý, Strange được kể về trường hợp của bệnh nhân tên là Jonathan Pangborn, anh ta từng là một người tàn phế, "chỉ lành lặn chắc cái đầu" nhưng đã được chữa lành bằng một phương pháp kì diệu. Strange đến gặp Pangborn, anh ta kể về một nơi có tên là Kamar-Taj, nơi tồn tại những thánh nhân cùng với phép thuật tâm linh. Strange lên đường đi tìm Kamar-Taj, trên đường đi, anh ta bị tấn công bởi một băng cướp trước khi được pháp sư Karl Mordo cứu. Sau đó, Mordo dẫn Strange đến Kamar-Taj, nơi anh được gặp Cổ Lão Nhân. Strange được truyền dạy rất nhiều kiến thức về võ thuật cũng như phép thuật và kĩ năng của anh ngày một tiến bộ. Anh còn được biết chuyện về Kaecilius, từng xin làm môn đồ ở đây sau khi mất vợ con vì bệnh tật, nhưng rồi nghi ngờ Cổ Lão Nhân và tập hợp một đám tín đồ. Trong một lần vào thư viện, Strange tìm đọc quyển sách của Cagliostro, trong đó có trang viết về con mắt của pháp sư tên là Agamotto và con quỷ Dormammu, kẻ được Kaecilius tôn thờ. Strange thử đeo vòng cổ gắn con mắt lên, Con mắt của Agamotto (Vật chứa 'Viên đá Vô cực Thời gian) phát ra ánh sáng xanh lá, nó có khả năng điều khiển thời gian theo ý muốn. Dùng được một lúc thì anh bị Mordo và Wong phát hiện, họ cho anh biết về 3 Thánh đường New York, London và Hong Kong, và cả Dormammu. Bất ngờ, Kaecilius, nay được ban sức mạnh từ Dormammu bằng việc làm theo hướng dẫn trong những trang bị lấy cắp, tấn công Thánh đường London, giết sư phụ cai quản Drumm. Trong cuộc chiến đó, Strange mặc chiếc áo choàng bay và tạm khuất phục Kaecilius. Hắn giải thích rằng mình muốn mở cổng thông tới Chiều Không Gian Tối (Dark Dimension), nơi thời gian không tồn tại, để mọi người Trái Đất được Dormammu ban tặng sự bất tử, điều mà Cổ Lão Nhân đã giấu giếm. Khi Strange từ chối đi theo, anh bị một đồ đệ của Kaecilius đâm ở ngực trái, vì vậy anh đến bệnh viện và nhờ bác sĩ Palmer phẫu thuật cho mình. Tại bàn mổ, anh tách hồn mình ra chiến đấu với tên đồ đệ đó và đã giết chết hắn (điều khiến anh sốc sau đó vì bản thân từng là bác sĩ), trong khi ở thế giới thực, Palmer đã cứu anh thành công. Ngay lập tức anh quay lại London và đã gặp được Cổ Lão Nhân và Mordo, Strange nói rằng Cổ Lão Nhân sống được lâu vì bà đã hấp thụ sức mạnh từ Chiều Không Gian Tối. Kaecilius lại xuất hiện, anh cùng Mordo chiến đấu và sau đó Strange bị dồn vào đường cùng, may cho anh là Cổ Lão Nhân ra tay kịp thời, cuộc chiến lại tiếp tục diễn ra. Nhân lúc Cổ Lão Nhân bận chiến đấu với một tín đồ to cao, Kaecilius đâm xuyên qua cả hai người rồi đẩy bà rơi từ trên cao xuống. Lần đầu tiên kể từ khi trở nên bất tử, bà quyết định từ chối được điều trị và chấp nhận cái chết. Trước khi mất, bà khuyên Strange cũng sẽ phải phá luật tự nhiên một lần nữa.
Sau đó, Mordo và Strange đến Thánh đường Hong Kong nhưng nó đã bị phá hủy và Wong đã bị giết. Với sức mạnh của Con mắt của Agamotto, Strange quay ngược thời gian lúc Kaecilius sắp tấn công anh để cho mọi vật tự phục hồi như cũ và cứu Wong. Nhưng nhờ sức mạnh từ Chiều Không Gian Tối, Kaecilius và đám học trò thoát thân và tiếp tục chiến đấu. Nghe Kaecilius huyênh hoang rằng Chiều Không Gian Tối nằm ngoài ảnh hưởng của thời gian, Strange nghĩ ra một kế rồi bay vào đó. Bằng việc giam Dormammu và bản thân anh trong một vòng lặp thời gian bắt đầu lại mỗi khi anh bị giết, Strange buộc hắn chấp nhận điều kiện tắt vòng lặp là đưa bè lũ Kaecilius ra khỏi Trái Đất và không được đến đây lần nữa. Chúng trở nên bất tử thật, nhưng đó là vì bị biến thành đám thực thể vô tri giác (Mindless One). Mọi việc kết thúc, Mordo bỏ đi sau khi thấy Cổ Lão Nhân và Strange phá luật tự nhiên. Wong giao cho anh làm chủ trì Thánh đường New York và tạm thời thu hồi Con mắt của Agamotto.
Ở một đoạn cảnh giữa danh đề, bác sĩ Strange gặp Thor trong thánh đường nói về việc Loki là một mối đe dọa và đồng ý giúp hai người tìm Odin đang mất tích. Còn trong cảnh hậu danh đề, Mordo tìm đến Pangborn, tước phép thuật giúp người này đi lại và giải thích rằng thế giới này có "quá nhiều phù thủy".

## Diễn viên

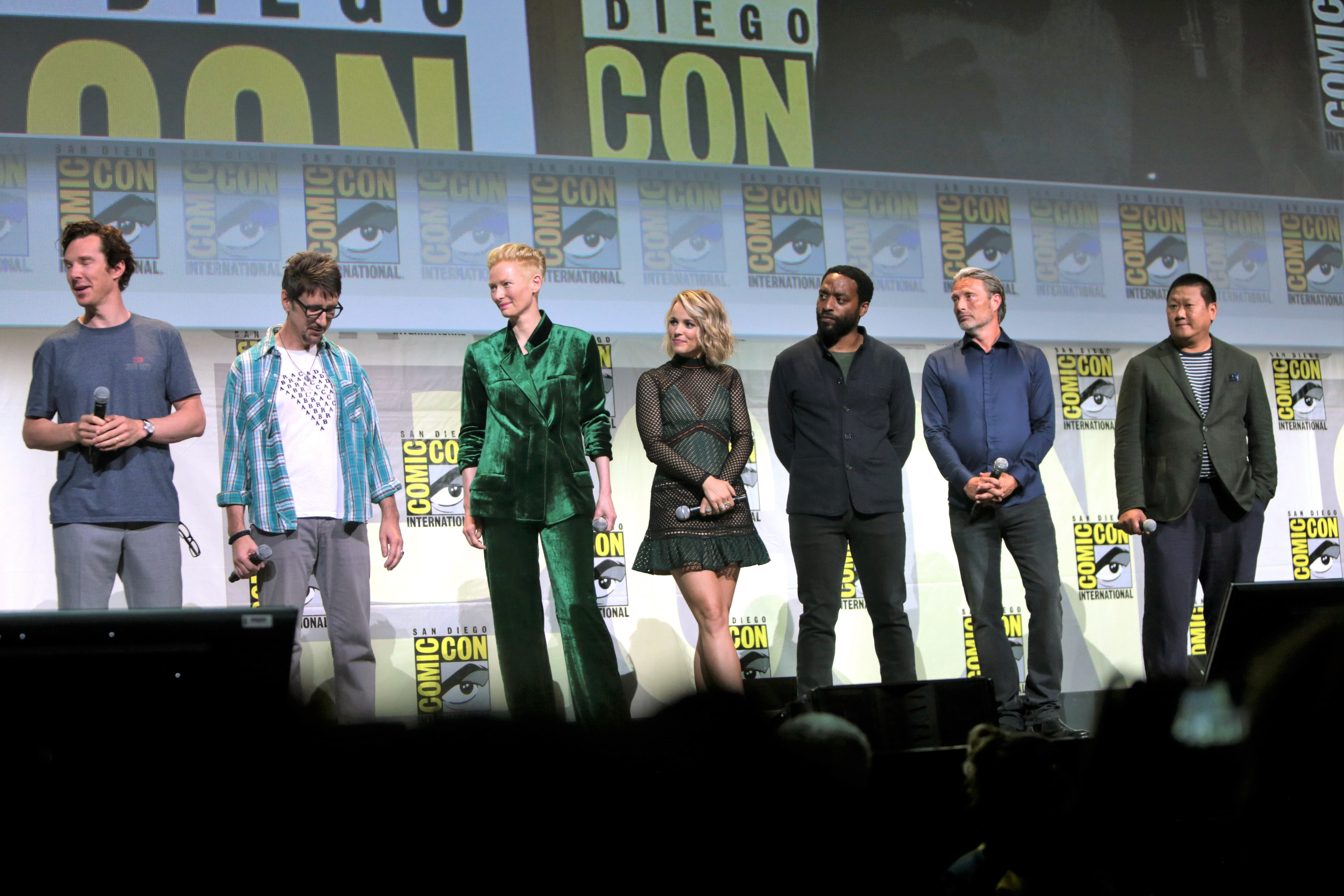
Từ trái sang phải: Cumberbatch, Derrickson, Swinton, McAdams, Ejiofor, Mikkelsen, và Wong ở 2016 San Diego Comic-Con

- Benedict Cumberbatch vai Stephen Strange: 1 bác sĩ sau tai nạn xe hơi và đi tìm phương pháp chữa đôi tay. Ngoài ra, Cumberbatch còn lồng tiếng cho quỷ Dormammu
- Rachel McAdams vai Christine Palmer: đồng nghiệp và người yêu cũ của bác sĩ Strange.
- Tilda Swinton vai Cổ Lão Nhân, nữ sư phụ phép thuật của bác sĩ Strange, khác với nguyên tác truyện tranh là nam giới.
- Chiweltel Ejiofor vai thầy phép thuật Karl Mordo: Cố vấn của bác sĩ Strange cho đến gần cuối bộ phim, cuồng tín luật tự nhiên. Ejiofor là diễn viên da đen thay vì da trắng như truyện tranh.
- Benedict Wong vai Wong: Người bảo vệ một số di tích có giá trị ở Kamar-Taj.
- Mads Mikkelsen vai Kaecilius: Một sư phụ phép thuật sa ngã, vì không hiểu lý do Cổ Lão Nhân che giấu sự tồn tại của Chiều Không Gian Tối.
- Scott Adkins vai Lucian: Một học trò của Kaecilius.
- Benjamin Bratt vai Jonathan Pangborn: Một người bị bại liệt học từ Cổ Lão Nhân cách chữa bệnh bằng nghệ thuật thần bí.
- Michael Stuhlbarg vai Nicodemus West: Một bác sĩ như Strange và là đối thủ của anh.

## Sản xuất

### Phát triển
Bộ phim dựa vào nhân vật của Marvel Comics là Doctor Strange và được công bố trước đó sẽ đem vào phát triển ở New World Pictures, với các đoạn kịch bản được viết vào ngày 21 tháng 1 năm 1986 bởi Bob Gale. Không rõ lý do gì, phim của Gale không bao giờ được đem vào sản xuất. Năm 1989, Alex Cox đã đồng biên kịch với đồng sáng lập ra Doctor Strange là Stan Lee. Kịch bản này có nhân vật phiêu lưu từ không gian chiều thứ tư trước khi đụng độ với kẻ xấu Dormammu ở Đảo phục sinh, Chile. Bộ phim sử dụng kịch bản này hoàn toàn được viết bởi Regency, nhưng công ty của bộ phim sau này được nắm giữ bởi Warner Bros. vào thời điểm đó, có xảy ra tranh chấp với Marvel trong việc đầu tư và thương nghiệp. Vào tháng 12 năm 1992, Wes Craven đã ký tiếp hợp động để viết kịch bản và làm đạo diễn cho Doctor Strange được phát hành vào năm 1994 hoặc 1995, do công ty Savoy Pictures chịu trách nhiệm phát hành. Vào năm 1995, David S. Goyer đã hoàn thành một kịch bản cho phim. Đến tháng 4 năm 1997, Columbia Pictures đã mua lại kịch bản phim và Jeff Welch đảm nhận vai trò màn ảnh chiếu, còn Bernie Brillstein và Brad Grey sẽ sản xuất phim.
Vào tháng 4 năm 2000, Columbia ngưng phát triển tiếp Doctor Strange, chuyển qua cho Michael France viết tiếp kịch bản cùng với người đồng sự Chuck Russell và Stephen Norrington biên tập bối cảnh. Tháng 6 năm 2001, hãng Dimension Films có được bản quyền phim, với Goyer trở lại trên cương vị nhà biên kịch và đạo diễn. Goyer gợi ý xung đột lịch trình có thể xảy ra với một bộ phim chuyển thể từ Murder Mysteries, và hứa sẽ không phụ thuộc nhiều vào hình ảnh do máy tính tạo ra. Tuy nhiên, đến tháng 8 năm 2001, Miramax đã mua bản quyền phim từ Dimension, và đến tháng 3 năm 2002, Goyer đã bỏ dự án. Một ngày phát hành năm 2005 đã được công bố vào tháng 3 năm sau, trong khi vào tháng 6 năm 2004, một kịch bản vẫn chưa được biên soạn. Giám đốc điều hành của Marvel Studios, Avi Arad, phát biểu: "Chúng tôi sẽ không đi đâu cả. Đây là việc làm cực khó khi biên kịch, nhưng chúng tôi sẽ làm việc này. Chúng tôi đang cố tìm ra Jerry Garcia thật sự trong cộng đồng biên kịch." Vào tháng 4 năm 2005, Paramount Pictures đã mua lại Doctor Strange từ Miramax, như một phần trong nỗ lực của Marvel Studios để sản xuất độc lập các bộ phim của riêng họ. Vào thời điểm đó, bộ phim được dự kiến có ngân sách không quá 165 triệu đô la. Vào năm 2007, Guillermo del Toro và Neil Gaiman đã giới thiệu một phiên bản của bộ phim cho Marvel, với kịch bản Gaiman và đạo diễn del Toro. Gaiman đặc biệt quan tâm đến việc bao gồm cả nhân vật Clea, nhưng hãng phim không hứng thú.
Vào tháng 3 năm 2009, Marvel đã thuê các nhà biên kịch để giúp đưa ra những cách sáng tạo để ra mắt khối tài sản ít được biết đến của mình, bao gồm cả Doctor Strange. Vào tháng 6 năm 2010, Marvel Studios đã thuê Thomas Dean Donnelly và Joshua Oppenheimer viết Doctor Strange. Trong khi quảng bá Transformers: Dark of the Moon vào tháng 4 năm 2011, nam diễn viên Patrick Dempsey cho biết anh đang vận động để đóng vai nhân vật chính. Vào tháng 1 năm 2013, chủ tịch của Marvel Studios Kevin Feige đã xác nhận rằng Doctor Strange sẽ xuất hiện trong một số khả năng như là một phần của "Giai đoạn thứ ba" của Vũ trụ Điện ảnh Marvel. Feige sau đó nhắc lại rằng một bộ phim truyện Doctor Strange đang được phát triển tại Marvel Studios vào tháng 5, và một lần nữa vào tháng 11. Vào tháng 2 năm 2014, The Hollywood Reporter đã viết rằng Marvel đang xem xét Mark Andrew, Jonathan Levine, Nikolaj Arcel và Dean Israelite để chỉ đạo bộ phim, và đang xem Jonathan Aibel và Glenn Berger viết lại kịch bản của bộ phim. Feige từ chối đề nghị này, nhưng xác nhận rằng Marvel đang xem xét các ứng cử viên tương lai. Đến tháng 3, Marvel đã cân nhắc tới Andrew, Levine và Scott Derrickson để chỉ đạo bộ phim.